# Homer Goes to Prep School
"Homer Goes to Prep School" é o nono episódio da vigésima quarta temporada do seriado de animação de comédia de situação The Simpsons. Sua exibição original nos Estados Unidos ocorrerá em 6 de janeiro de 2013.

## Enredo
Homer junta-se aos “preppers” de Springfield, um grupo de sobrevivência cujo líder criou um retiro ultrassecreto fora da cidade em preparo para o fim do mundo... mas Marge fica cética sobre as travessuras alarmistas do grupo..

## Recepção
Robert David Sullivan, do The A.V. Club deu um C ao episódio, classificando-o como um "episódio sem vida".

### Audiência
Em sua exibição original, o episódio foi assistido por 8.97 milhões de telespectadores, com 4.2 pontos de audiência e 10% de share.